# جزء سوم کمپلمان

The classical and alternative complement pathways.

جزء سوم کمپلمان (به انگلیسی: Complement component 3) یا C3 مهم‌ترین جزء سیستم کمپلمان در بدن انسان است. این پروتئین همچنین فراوان‌ترین جزء سیستم کمپلمان در خون است و در هر سه مسیر فعال شدن کمپلمان نقشی کلیدی دارد.

## ساختار
C3 یک هترودایمر با زنجیره‌های آلفا و بتا و پیوند دی سولفید می‌باشد. همانند سایر پروتئین‌های کمپلمان به وسیله سلول‌های کبدی و ماکروفاژها تولید می‌شود. در مسیر کلاسیک C3 کنورتاز یا C4b2b مبدل C3 می‌باشد که بر روی زنجیره آلفا از C3 اثرگذاشته و آن را شکسته و به قطعات کوچکتری تبدیل می‌کند که C3a نامیده می‌شود. بخش باقی‌مانده این مولکول C3b نام دارد. C3a یک آنافیلاتوکسین مهم است. C3b یک اپسونین مهم برای ماکروفاژها است.